# Estádio da Montanha
O Estádio da Montanha era situado em Porto Alegre, capital do Rio Grande do Sul. Tinha como proprietário o Cruzeiro, uma das equipes mais tradicionais de Porto Alegre.

## História
Localizado na avenida Natal, o estádio recebeu o apelido de Colina Melancólica por ser vizinho de vários cemitérios - o que, por vezes, causava constrangimentos com enterros durante treinamentos ou jogos. Na época de sua inauguração, era o maior e mais moderno estádio da capital gaúcha. Foi o primeiro com túnel de acesso dos vestiários ao campo e chegou a ter um plano de cobertura, o que seria inédito para a época.
A inauguração foi em 7 de março de 1941, em partida contra o São Paulo, com vitória por 1x0, com gol de Gervásio.
Nos anos 1960, porém, alguns problemas começaram a aparecer. O público, que costumava vir de bonde para os jogos, passava a chegar de carro e no local não havia estacionamento. Além disso, havia a superlotação nos cemitérios de Porto Alegre. O Cruzeiro, então, entrou em negociação com a Associação Cristã de Moços (ACM) e a empresa Cortel Engenharia, em um acordo ainda obscuro.
A principal interessada no acordo era a empreiteira, e não a ACM, que foi chamada apenas pela necessidade do local ser gerido por uma entidade sem fins lucrativos. A ACM receberia uma contrapartida de 14 mil sepulturas e mais 10% do valor arrecadado com as demais. Já o Cruzeiro receberia, inicialmente, uma área de 22 hectares no Morro Santana, na zona leste de Porto Alegre. O projeto do clube era construir um estádio com capacidade para 35 mil hectares e coberto, com campo de treinamento anexo e sede social. O lugar, porém, não tinha muros ou grades, permitindo muitas invasões. Há suspeitas, também de partes do terreno terem sido negociadas paralelamente. Quando o Cruzeiro tomou posse, dos 22 hectares só restavam cerca de 10. Por contrato, o clube ainda receberia 28,9% da exploração de jazigos no cemitério durante dez anos ou até que 14 mil jazigos fossem vendidos. Mas o espaço destinado ao Cruzeiro não abrangia toda construção do cemitério, o que reduziu o lucro.
O clube vendeu o Estádio da Montanha para a construção do Cemitério Ecumênico João XXIII, localizado próximo ao Estádio Olímpico  do Grêmio, no bairro Medianeira. O último jogo do Cruzeiro na Montanha ocorreu no dia 8 de novembro de 1970, com vitória do Cruzeiro por 3 a 2 sobre o Liverpool do Uruguai. Muitos torcedores deixaram o local chorando. Até hoje existe uma parte da arquibancada no cemitério.